# Makoto Kino
Makoto Kino (木野 まこと, Kino Makoto) também conhecida como Lita no Brasil ou Maria em Portugal é uma forte aluna que se transforma em uma das heroínas da série Sailor Senshi, Sailor Jupiter ou Navegante Jupiter, a guerreira da proteção, protegida por Júpiter o planeta do trovão.

## História e personalidade
Makoto é uma garota um tanto diferente, pois é mais alta e mais forte que a maioria das meninas de sua idade. Esse fato lhe traz alguns problemas, como por exemplo, ter que utilizar um uniforme escolar diferente apesar de estudar na mesma escola que Usagi e Ami por não haver um que servisse nela. Seu tamanho também trouxe problemas na antiga escola, fazendo com que ela fosse transferida por brigar, principalmente com homens, já que a mocinha tem uma força sobrehumana.
Apesar de tudo, Makoto é uma moça doce e sensível, sonha em fazer bolos deliciosos para que as pessoas possam apreciar sua comida. Adora cozinhar, não importa para quem e sempre tenta ganhar um namorado "pelo estômago". Ela acredita que cozinhar para a pessoa amada é uma forma de demonstrar o amor, como fica claro no episódio 55 da fase R. Seu antigo namorado a abandonou dizendo não gostar mais dela e essa foi uma grande decepção amorosa, mas apesar disso, ela continuou procurando um namorado parecido com o último. Essa experiência permite a Makoto dar bons conselhos amorosos às amigas.
Ela mora sozinha, já que seus pais morreram um acidente de avião e por isso ela tem medo de aviões. Entre outras atividades, luta caratê e é muito boa no atletismo, além de gostar de patinar e de ler romances. É uma moça romântica, adora flores e adora a cor rosa. Ela é extemamente forte sim mas é uma pessoa muito boa, amiga e prestativa. Sempre foi solitária, afinal perdeu os pais pequena, mas só ate conhecer Usagi que logo a conquistou, pois foi a única que não teve medo dela e nem preconceito com sua altura e força. As duas ficam logo amigas.
As duas se conheceram quando Makoto andava pela rua e viu alguns garotos perturbando Usagi e dá uma surra neles. Mais tarde, descobrindo que estudam na mesma escola, Makoto oferece seu lanche para Usagi, que havia esquecido o seu em casa, e a convida para tomar chá depois da aula. No mesmo dia, Makoto segue um rapaz, que ela julga parecer com seu ex-namorado, na tentativa de conhecê-lo e namorar com ele, mas Zoicite está atrás dele, pois ele é um dos Sete Demônios que carrega um dos Sete Cristais Arco-Íris. Makoto tenta defendê-lo e chega a bater em Zoicite, mas o rapaz foge. Sailor Moon e Luna vão atrás de Zoicite e acabam descobrindo que Makoto é a quarta guerreira, Sailor Jupiter. Seu nome, Kino Makoto, significa "Sinceridade da madeira" ou Lealdade da Madeira. Ela e a reencarnação e o próprio deus Zeus/Jupiter e a princesa governante do planeta Júpiter .

## Formas
- Kino Makoto
- Sailor Jupiter
- Super Sailor Jupiter
- Eternal Sailor Jupiter (Somente no mangá)
- Princess Jupiter (Somente no mangá)
- Guardian Jupiter (Somente no mangá)

## Frases de transformação
- Jupiter Power, Make Up! (ジュピター・パワー・メイク・アップ!, Jupitā pawā, meiku appu!) Pelo poder de Júpiter, transformação!
- Jupiter Star Power, Make Up! (ジュピター・スター・パワー・メイク・アップ!, Jupitā sutā pawā, meiku appu!) Pelo poder estelar de Júpiter, transformação!
- Jupiter Planet Power, Make Up! (ジュピター・プラネット・パワー・メイク・アップ!, Jupitā puranetto pawā, meiku appu!) Pelo poder do planeta Júpiter, transformação!
- Jupiter Crystal Power, Make Up! (ジュピター・クリスタル・パワー・メイク・アップ!, Jupitā kurisutaru pawā, meiku appu!) Pelo poder do cristal de Júpiter, transformação!

## Ataques - Manga/Crystal
- Flower Hurricane (フラワー・ハリケーン, Furawā harikēn) (Act 5 Manga/Crystal): Em Português Tempestade de Flores!. É o primeiro ataque que aparece no mangá, quando ela lança uma pequena tempestade de pétalas que paralisam e cegam o inimigo, usou contra Nephrite.
- Jupiter Thunderbolt (ジュピター・サンダーボルト, Jupitā sandāboruto) (Act 5 Manga/Crystal): Em Português Trovão de Júpiter!. Sailor Jupiter capta uma rajada de raios com sua tiara, que lança contra o inimigo.
- Supreme Thunder (シュープリーム・サンダー, Shūpurīmu sandā) (Act 7 Manga/Crystal): Em Português: Trovão Supremo de Júpiter, Ressoe!. É um poderoso ataque em que Sailor Jupiter usa uma antena que sai da sua tiara como um para-raios para conjurar trovões e relâmpagos. O trovão cai do céu, atinge a antena da sua tiara e ela o domina e o lança no oponente.
- Sailor Planet Attack (セーラー・プラネット・アタック, Sērā puranetto atakku) (Act 10 Manga/Crystal) em português Ataque Planetário Sailor!. É um ataque em grupo, quando as Inners unem seus poderes e lançam um poderoso raio de energia.
- Sparkling Wide Pressure (スパークリング・ワイド・プレッシャ, Supākuringu waido puresshā) (Act 16 Manga/Act 17 Crystal): em Português Pressione! Centelha Relâmpago de Júpiter! e Centelha Relampejante de Júpiter!. Sailor Jupiter mais uma vez usa a antena de sua tiara, une as palmas das palmas e cria uma poderosa energia elétrica dentro delas, e depois ela atira com a mão direita uma poderosa esfera feita de eletricidade em seu oponente.
- Jupiter Coconut Cyclone (ジュピター・ココナッツ・サイクロン, Jupitā kokonattsu saikuron) (Act 27 Manga/Crystal): Brasil: Ciclone de Coco de Júpiter!, Portugal: Ciclone do Coqueiro de Júpiter!. Sailor Jupiter cria uma poderosa e gigantesca esfera de eletricidade ao girar ao redor de um furacão, que ela lança no inimigo.
- Jupiter Oak Evolution (ジュピター・オーク・エボリューショ, Jupitā ōku eboryūshon) (Act 42 Manga): em Português: Evolução de Carvalho de Júpiter!. Super Sailor Jupiter conjura várias folhas verdes com suas Folhas de Carvalho (オークの葉, Ōku no ha) que rodeiam ela enquanto ela gira, ela então faz um giro diferente semelhante a uma dança e as folhas são lançadas no oponente.

## Ataques - Anime
- Supreme Thunder (シュープリーム・サンダー, Shūpurīmu sandā) (Epi.025/Classic): em Português "Trovão de Júpiter... Ressoe!", no original seria "Trovão Supremo!". É um poderoso ataque em que Sailor Jupiter usa uma antena que sai da sua tiara como um para-raios para conjurar trovões e relâmpagos. O trovão cai do céu, atinge a antena da sua tiara e ela o domina e o lança no oponente.
- Supreme Thunder Dragon (シュープリーム・サンダー・ドラゴン, Shūpurīmu sandā doragon) (Epi.055/R): em Português "Trovão de Júpiter... Ressoe!", no original seria "Supremo Dragão Trovejante!". É o primeiro ataque só que muito mais forte, em que depois que Sailor Jupiter lança o trovão ele se transforma num grande dragão que devora o oponente e o eletrocuta em seu interior.
- Sparkling Wide Pressure! (スパークリング・ワイド・プレッシャ, Supākuringu waido puresshā) (Epi.065/R): em Português "Centelha Relampejante de Júpiter!", no original seria "Ampla Pressão Cintilante!". Sailor Jupiter mais uma vez usa a antena de sua tiara, une as palmas das palmas e cria uma poderosa energia elétrica dentro delas, e depois ela atira com a mão direita uma poderosa esfera feita de eletricidade em seu oponente.
- Jupiter Oak Evolution! (ジュピター・オーク・エボリューショ, Jupitā ōku eboryūshon) (Epi.154/SuperS): em Português "Ataque de folhas de carvalho de Júpiter!", no original seria "Evolução do Carvalho de Júpiter!". Super Sailor Jupiter conjura várias folhas verdes com a antena de sua tiara que rodeiam ela enquanto ela gira, ela então faz um giro diferente semelhante a uma dança e as folhas são lançadas no oponente.
- Sailors Planet Attack! (セーラー・プラネット・アタック, Sērā puranetto atakku) em português "Ataque Planetário da Sailors!". É um ataque em grupo, quando as Inners unem seus poderes e lançam um poderoso raio de energia.
- Sailors Planet Power Meditation! em português "Poder Planetário das Sailors, meditação!". É um ataque em grupo, quando todas as Sailors unem seus poderes e lançam um poderoso raio de energia.
- Sailors Teleport! em português "Teletransporte das Sailors!". É um poder usado em grupo pelas Sailors para se teletransportar.

Símbolo do planetário de Júpiter

## Acessórios
- Henshin pen, em português "Caneta de transformação" (ep.025/classic): é a caneta dada por Luna, para invocar o seu poder, Sailor Jupiter diz "Pelo poder do planeta Júpiter" ou "Pelo poder de Júpiter".
- Antena (ep.025/classic): a antena que sai da tiara de Sailor Júpiter é essencial para atrair os raios e aplicar alguns de seus golpes.
- Communication device, em português "Comunicador" (ep.025/classic): É o primeiro comunicador dado às meninas. É rosa e quadrado com uma tela redonda que permite ver o rosto de quem esta falando.
- Star Henshin Pen, em português "Caneta de transformação estelar" (ep.052/R): apesar de não ter nome em português, esta nova caneta pode ser chamada assim pela tradução equivalente do nome e pelo fato de que para invocá-la Makoto precisa dizer "Pelo poder estelar de Júpiter". A caneta tem uma estrela na extemidade superior com o símbolo de Júpiter no meio da estrela. Foi dada por Luna e Artemis.
- Wirstwatch, em português "relógio comunicador" (ep.052/R): É um relógio que tem uma tampa redonda com uma estrela no meio que permite que as sailors se comuniquem. Foi dado por Luna e Artemis. No mangá elas recebem três modelos diferentes de relógios de comunicação nos arcos - Dark Kingdom, Black Moon e Infinity.
- Crystal Henshin Pen, em português "Caneta de transformação do cristal" (ep.143/Super s): Também não possui nome em português, mas a tradução seria Caneta de transformação do cristal, pois para invocar seu poder, Makoto  diz "Pelo poder do cristal de Júpiter" e então pode se transformar em Super Sailor Júpiter. Ela e as outras sailors obtêm essa caneta através do poder do pégasus, quando decidem confiar nele.
- Jupiter Crystal, em português "Cristal de jupiter". Usado somente no mangá, aparece no Arco Dream - Ato 40, sob a forma de um coração e depois no Ato 49, sob a forma de uma estrela. Ela ganham seu próprio Sailor Crystal com a ajuda da sua Sailor Guardian, o pequeno espírito da Sailor Jupiter, para poder se transformar em Super e depois em Eternal.
- Jupiter Crown, em português "Coroa de Júpiter". Usado somente no mangá, aparece no Arco Dream - Ato 42, é uma coroa feita de folhas de carvalho e é usada por Super Sailor Jupiter para lançar o ataque "Jupiter Oak Evolution!".